# WDR 5
WDR 5 es la emisora de la WDR, encargada de hacer magazines, emitir informativos y producir programas relacionados con cultura sociedad e investigaciones, basado en el formato de la BBC Radio 4. 